# Гарялис, Юозас
Юо́зас Гаря́лис (лит. Juozas Garelis; 29 июня 1900, деревня Певенай (Тиркшляйская апилинка Мажейкского района) — 4 июня 1940, Каунас) — деятель литовского коммунистического движения.

## Биография
В 1918—1920 годах воевал в рядах Красной армии. В 1920—1922 годах вёл подпольную деятельность в Мажейкском уезде. В 1925—1929 годах работал в подпольной типографии. В 1929—1930 годах состоял секретарём комитета Литовской коммунистической партии Паневежского района. В 1930 году был избран в Секретариат ЦК КП Литвы. В 1931—1933 годах был редактором газеты „Partijos darbas“. В 1932—1933 годах пребывал в тюремном заключении. В 1933 году Гарялису разрешили выехать в СССР. В 1933—1935 годах в Москве был заведующим литовским сектором международной партийной школы. В 1935 году вернулся в Литву, став первым секретарём ЦК КП Литвы в Каунасе и редактором коммунистической газеты „Tiesa“. В 1936 году за революционную деятельность Гарялис был арестован и осуждён на 8 лет тюремного заключения. Умер в 1940 году в тюрьме.